# Liste in Nauru vorhandener Dampflokomotiven
Dies ist eine Liste erhaltener Dampflokomotiven auf dem Gebiet von Nauru im Pazifischen Ozean.

## Schmalspurlokomotiven 610 mm
| Bild | Nummer oder Name          | Bauart / Achsfolge | Hersteller | Fabrik-nr. | Baujahr | Historie                                                                            | Eigentümer / Betreiber / Strecke | Standort | Bemerkungen |
| ---- | ------------------------- | ------------------ | ---------- | ---------- | ------- | ----------------------------------------------------------------------------------- | -------------------------------- | -------- | ----------- |
|      | Pacific Phosphate Company | B n2t              | O&K        | 11586      | 1928    | lt. O&K-Lieferliste „British Phosphate Commissioners, Australien, für Ocean Island“ |                                  | Yaren    | [ 1 ] [ 2 ] |